# Alaudala cheleensis
La terrera de Mongolia (Alaudala cheleensis) es una especie de ave paseriforme de la familia Alaudidae propia de Asia.

## Taxonomía
Anteriormente se consideraba una subespecie de la terrera marismeña y se incluía en el género Calandrella.

### Subespecie
Se reconocen seis subespecies:
- A. c. leucophaea - (Severtsov, 1873): se encuentra de Kazajistán a  Turkmenistán. Originalmente se describió como una especie separada;
- A. c. seebohmi - Sharpe, 1890: ocupa el noroeste de China;
- A. c. tuvinica - (Stepanyan, 1975): presente en el noroeste de Mongolia y sur de Rusia;
- A. c. cheleensis - Swinhoe, 1871: Se encuentra en el interior de Siberia, noreste de Mongolia y norese de China;
- A. c. kukunoorensis - Przewalski, 1876: ocupa el interior occidental de China;
- A. c. beicki - (Meise, 1933): Se encuentra en el sur de Mongolia y norte de China.